# 로봇신문
《로봇신문》은 2013년 6월 3일 조규남대표가 창간한 로봇 전문 데일리 온라인 신문이다. 로봇신문에서는 국내외 로봇(산업용 로봇, 서비스 로봇)  관련 뉴스나 정부 정책, 시장 동향 등을 비롯해 인공지능(AI), 무인기(드론), 자율주행차, 3D 프린터 등 로봇 기술이 접목된 다양한 산업에 대한 뉴스를 서비스하고 있다. 뿐만 아니라 생생한 로봇 활용 현장, 로봇 문화 소개, 주목받는 로봇기업 탐방, 로봇전문가 인터뷰 등 다양한 소식들을 다루고 있다. 2024년 기준 세계 153개 국가에서 구독하고 있다. 로봇산업 육성발전을 위해 해마다 "올해의 대한민국 로봇기업"을 선정 시상하고 있다.

## 이력
2016 올해의 로봇기업 16개사 선정

2017 올해의 로봇기업 12개사 선정

2018 올해의 로봇기업 13개사 선정

2019 올해의 로봇기업 18개사 선정

2020 올해의 로봇기업 18개사 선정

2021 올해의 로봇기업 25개사 선정

2022 올해의 로봇기업 26개사 선정

2023 올해의 로봇기업 30개사 선정

## 같이 보기
- 한국로봇산업진흥원
- 한국로봇산업협회
- 로봇공학자